# Rudy Pevenage
Rudy Pevenage (Moerbeke, 15 giugno 1954) è un dirigente sportivo ed ex ciclista su strada belga.
Professionista dal 1976 al 1988, vinse una tappa e la classifica a punti al Tour de France 1980, indossando anche per nove giorni la maglia gialla. Dopo la fine della carriera di ciclista rimase nell'ambiente diventando direttore sportivo di numerose squadre, fra cui la Telekom, portando al successo ciclisti fra i quali Jan Ullrich. Nel 2006 rimase coinvolto, insieme allo stesso Ullrich e a molti altri atleti e direttori sportivi, nell'Operación Puerto.

## Carriera
Fra i piazzamenti ottenuti da Pevenage, il terzo posto nella classifica generale del Giro dei Paesi Bassi nel 1977, il secondo posto al Tour de Suisse nel 1979, il quarto posto nella Freccia del Brabante nel 1980, il settimo posto nella Liegi-Bastogne-Liegi, nella Freccia Vallone e nel Trofeo Baracchi ed il quarto posto nella Amstel Gold Race e nella Parigi-Bruxelles nel 1981, il terzo posto nel Giro delle Fiandre nel 1982 e il quarto nella Parigi-Bruxelles lo stesso anno, il quinto posto nei campionati nazionali e il terzo nella Coppa Bernocchi nel 1983, il quarto posto nel Trofeo Laigueglia e nel Giro della Provincia di Reggio Calabria nel 1984 e il nono posto nel Campionato di Zurigo nel 1985.
Dopo la fine della sua carriera ciclistica, iniziò a lavorare come direttore sportivo di numerose squadre ciclistiche fra cui la Deutsche Telekom, squadra con cui portò al successo numerosi ciclisti: Bjarne Riis, Aleksandr Vinokurov, Volodymyr Pulnikov e Andreas Klöden nei Grandi Giri, Erik Zabel e Olaf Ludwig nelle classiche.
Discorso a parte va fatto per Jan Ullrich, di cui fu vero e proprio mentore e che seguì anche come consigliere personale per il corso di tutta la sua carriera. Non a caso, l'ascesa e la fine di Ullrich furono anche ascesa e declino come direttore sportivo dello stesso Pevenage, dai successi al Tour de France 1997 e alla Vuelta a España 1999, al ritiro due giorni dopo lo scoppio mediatico dell'Operación Puerto. Ullrich nelle carte del dottor Eufemiano Fuentes aveva il nome in codice di Hijo de Rudicio, proprio a testimoniare il legame strettissimo con Pevenage.
Nel 2009 è rientrato nel mondo del pedale svolgendo il ruolo di responsabile atletico della squadra statunitense Rock Racing, che fra le sue file ha annoverato molti ciclisti coinvolti nell'Operación Puerto come Tyler Hamilton, José Enrique Gutiérrez, Óscar Sevilla e Francisco Mancebo.

## Palmarès
- 1975 (dilettanti)

Baardegem
- 1977

Grand Prix E5 - Heverlee
Bievene-Bruxelles-Bievene
5ª tappa Giro dei Paesi Bassi
- 1978

Malderen
5ª tappa Scottish Milk Race
- 1979

Grand Prix Paul Borremans - Viane
- 1980

Omloop van West-Brabant
2ª tappa Tour de France
- 1981

Nordwest-Schweizer-Rundfahrt
Druivenkoers
Omloop van het Houtland
- 1982

Stadsprijs Geraardsbergen

### Altri successi
- 1977

Criterium di Nederename
Kermesse di Viane
- 1979

Kermesse di Viane
Kermesse di Ninove
Kermesse Moerbeke
- 1980

Classifica a punti Tour de France
Classifica sprint Tour de France
Criterium di Pléaux
Criterium di Vielsalm
Criterium di Bilzen
Kermesse di Schendelbeke
- 1982

Criterium di Joeuf
- 1983

Criterium di Herne
- 1984

Kermesse di Viane
- 1985

2ª tappa Giro d'Italia (cronosquadre)
Criterium di Fellbach

## Piazzamenti

### Grandi Giri
- Tour de France

1979: 23º
1980: 42º
1981: 75º
1982: 73º
- Giro d'Italia

1978: ritirato
1983: 106º
1984: 61º
1985: 58º
- Vuelta a España

1983: ritirato
1984: ritirato

### Classiche monumento
- Milano-Sanremo

1978: 26º
1979: 95º
1980: 79º
1982: 35º
1983: 122º
1984: 53º
- Giro delle Fiandre

1980: 25º
1982: 3º
1983: 16º
- Parigi-Roubaix

1980: 24º
- Liegi-Bastogne-Liegi

1981: 7º
1985: 33º
1986: 25º
- Giro di Lombardia

1984: 41º

### Competizioni mondiali
- Campionati del mondo

Goodwood 1982 - In linea: ritirato